# کوهنجان (شیراز)
کوهنجان، شهری از توابع شهرستان سروستان در استان فارس ایران است.

## جمعیت
این شهر در بخش کوهنجان قرار دارد و براساس سرشماری مرکز آمار ایران در سال ۱۳۸۵، جمعیت آن ۲٬۹۳۰ نفر (۷۵۰خانوار) بوده‌است.